# Andes notatus
Andes notatus är en insektsart som beskrevs av Tsaur 1991. Andes notatus ingår i släktet Andes och familjen kilstritar. Inga underarter finns listade i Catalogue of Life.